# Franz Pöggeler
Franz Pöggeler (* 23. Dezember 1926 in Letmathe, heute Stadt Iserlohn; † 31. Oktober 2009 in Aachen) war ein deutscher Pädagoge, insbesondere für Erwachsenenpädagogik sowie Freizeit- und Erlebnispädagogik. Er war ordentlicher Professor für Pädagogik in Trier und Aachen.

## Leben
Franz Pöggeler wurde als Sohn von Anna Pöggeler, geborene Vogt, und des Bürgermeisters Franz Pöggeler in Westfalen geboren. Nach seiner Schulzeit und anschließender einjähriger Militärzeit begann der Katholik Pöggeler im September 1945 zunächst einen Katechetiklehrgang zur Erteilung von Religionsunterricht an der Religionshochschule St. Bonifatius in Elkeringhausen bei Winterberg und beendete diesen bereits drei Monate später mit der Prüfung zur missio canonica. Darauf folgte sein Studium der Philosophie, Pädagogik und Psychologie an der Philipps-Universität Marburg. Im Jahre 1949 wurde Pöggeler zum Dr. phil. in Pädagogik, Germanistik und Anglistik promoviert und absolvierte noch im gleichen Jahr sein I. Philologisches Staatsexamen. Parallel dazu belegte er im gleichen Zeitraum ein juristisches Zusatzstudium in Verwaltungs-, Staats- und Völkerrecht und schloss dieses ebenfalls im Jahr 1949 mit einer Arbeit über das Thema Ursachen der Entstehung totalitärer Regierungssysteme seit dem Ersten Weltkrieg ab, für die er den Jahrespreis von der Rechts- und Staatswissenschaftlichen Fakultät erhielt. Anschließend wurde Pöggeler 1949 bis 1951 als wissenschaftliche Hilfskraft an die Pädagogische Abteilung des Philosophischen Seminars der gleichen Universität übernommen. In dieser Zeit begannen seine zahlreichen Studienreisen, die ihn unter anderem nach Frankreich, Italien, Dänemark und mit einem Stipendiat des British Council zur Universität Bristol und Universität Oxford führten. In späteren Jahren folgten weitere Forschungsaufenthalte in über 40 Staaten Europas, Amerikas, Afrikas und Asiens; dabei führten ihn seine Reisen mehr als 20-mal offiziell nach Israel.
Am 1. April 1951 wurde er wissenschaftlicher Mitarbeiter von Wilhelm Flitner am Seminar für Erziehungswissenschaften der Hamburger Universität. 1953 wurde er zum einen als Dozent am Deutschen Institut für wissenschaftliche Pädagogik in Münster eingestellt (zugleich Mitbegründer sowie Geschäftsführer bzw. Leiter der Sektion Institut für Erwachsenenbildung an seinem Institut) und erhielt zum anderen eine Lehrstuhlvertretung an der Pädagogischen Akademie Paderborn. Am 1. Juli 1957 wurde Pöggeler schließlich an der Pädagogischen Hochschule Trier als ordentlicher Professor für Pädagogik tätig, wo er bis 1962 den Lehrstuhl für systematische und historische Pädagogik leitete.
Danach wechselte Pöggeler zur Pädagogischen Hochschule Rheinland, Abteilung Aachen, wo er am 1. April 1962 zum ordentlichen Professor für Allgemeine Pädagogik ernannt und als Nachfolger von Gustav Siewerth zugleich zum Direktor des Seminars für Pädagogik und Philosophie befördert wurde. An dieser Hochschule blieb er bis zu deren Auflösung und bekleidete dabei zwischenzeitlich von 1966 bis 1968 das Amt des Dekans und anschließend bis 1970 das des Prodekans.
Im Verlauf der Angliederung der verschiedenen Pädagogischen Hochschulen an die wissenschaftlichen Hochschulen des Landes NRW wurde mit Wirkung vom 1. April 1980 die Abteilung Aachen der Pädagogischen Hochschule Rheinland in die RWTH Aachen überführt und Pöggeler wurde hierbei bis zu seiner Emeritierung am 1. März 1992 mit seinen bisherigen Funktionen als ordentlicher Professor für Allgemeine Pädagogik übernommen und Direktor des Seminars für Pädagogik und Philosophie. In seinen letzten vier Dienstjahren war er darüber hinaus Rektoratsbeauftragter für das Seniorenstudium. Noch als emeritierter Professor weilte er als Gastdozent zwei Semester lang an der Karls-Universität Prag und war nach wie vor ein gefragter Redner auf Symposien im In- und Ausland.
Von 1962 bis 1967 war er im Nebenamt Direktor der Akademie für Jugendfragen in Münster.
Franz Pöggeler engagierte sich für zahlreiche Sozialprojekte im Heiligen Land. 1972 wurde Pöggeler vom Kardinal-Großmeister Maximilien de Fürstenberg zum Ritter des Ritterordens vom Heiligen Grab zu Jerusalem ernannt und am 9. Dezember 1972 im Aachener Kaiserdom durch den Kardinal Lorenz Jaeger, Großprior der deutschen Statthalterei, und Hermann Josef Abs, Statthalter in Deutschland, investiert. Er war zuletzt Offizier des Ordens.
Franz Pöggeler war ab  1955 verheiratet mit Hanna Pöggeler, geborene Geerken, ebenfalls einer Studentin von Flitner, und Vater von fünf Söhnen (Jan-Dirk, Christoph, Matthias, Ludger und Ansgar). Der Philosoph Otto Pöggeler ist sein Vetter. Franz Pöggeler fand seine letzte Ruhestätte auf dem Aachener Waldfriedhof.

## Berufliches Wirken
Pöggeler erkannte die „Schullastigkeit“ der Pädagogik und verstärkte daher, angeregt insbesondere durch seinen Lehrer Flitner in Hamburg, seine Forschungen auf dem Gebiet der „Bildungs-Anthropologie“, sein selbst gewählter Oberbegriff für die Bereiche von der außerschulischen Jugendhilfe bis hin zur Andragogik. Pöggeler zählte damit zu den Initiatoren und Verfechtern des „lebenslangen Lernens“. Dazu gehörten für ihn unter anderem auch gerontagogische Studien, jugend- und freizeitpädagogische Forschungen sowie die Verknüpfung von Bildungsfragen mit ethischen, religiösen und weltanschaulichen Themen. Zusätzlich zu den Anregungen von Flitner profitierte Pöggeler dabei vor allem von den Bekanntschaften mit den beiden vor dem Krieg in die USA emigrierten Gastprofessoren Paul Tillich und Eugen Rosenstock-Huessy sowie durch Friedrich Wilhelm Foerster, Friedrich Schneider und Martin Buber, aber auch von den Gedanken zur Existenzpädagogik von Gabriel Marcel, Karl Jaspers und Peter Wust.
Pöggelers pädagogische Forschungen, Thesen und Visionen hatten Einfluss auf die Bildungspolitik der letzten 50 Jahre und hierbei besonders in Hinblick auf die veränderte Gesellschaft, in der immer mehr Menschen gezwungen sind, über einen zweiten Bildungsweg, Umschulungen und qualitativen Fortbildungen sich bis ins hohe Alter weiterzuschulen oder auch für die Zeit ihres Ruhestandes altersgemäße Weiterbildung zu bekommen – beispielsweise über das Seniorenstudium. So war es der Zweck seiner zahlreichen Publikationen, den entsprechenden Ausbildern und Lehrern aber auch den Managern und Funktionären ein pädagogisches Rüstzeug an die Hand zu geben, um diese Ziele zu erreichen. In diesem Zusammenhang engagierte sich Pöggeler durch seine aktive Mitgliedschaft in verschiedenen Sachverständigenkommissionen des Bundes und der Länder aber auch in Arbeitgeber- und Arbeitnehmerverbänden sowie mehreren Berufsverbänden und war maßgeblich beim Zustandekommen zahlreicher Neuerungen in der Bildungs-, Verteidigungs-, Familien- und Jugendpolitik mitbeteiligt.
Dabei setzte er mit seinen Reformgedanken bereits in der Regelschule an und sah die Schule hierbei als Solidargemeinschaft der Gesellschaft. Er plädierte dafür, ein mentales, soziales und gerechtes Lehren als Hilfe für den Lebensweg der Schüler zu praktizieren, hierbei die Relation von Schul- und Lebenserfolg zu beachten und nicht allein das Objektive an der Lernleistung in den Vordergrund zu stellen. Auch war er bereits seit 1971 ein Verfechter des Unterrichtsfaches Ethik an den Schulen, um so die kirchlich nicht gebundenen Schülerinnen und Schüler angesichts einer zunehmenden Säkularisierung der Gesellschaft besser einzubeziehen. Dabei sah sich der bekennende Katholik Pöggeler trotzdem im Einklang mit der Kirche, wenn er in seinen Publikationen darlegte, dass die katholische Kirche als Weltkirche für alle Menschen – ohne Rücksicht auf Zugehörigkeit zu Ethnien, Kulturen, Staaten oder Schichten – eine an Nächstenliebe, Solidarität und Frieden orientierte Erziehung mit einer Bereitstellung gleicher Lern- und Lebenschancen fordert und dass Erziehung für Christen eine von mehreren möglichen Formen der „Heilsverwirklichung“ ist, auf welche alle Menschen ein Anrecht hätten.
Pöggeler gehörte zu den Initiatoren einer christlichen Erwachsenenbildung nach 1945, die im Dritten Reich untersagt war, weil sie den Vorstellungen dieses Systems widersprach. Es war daher Pöggelers Motivation, das Christentum als weltweite Bewegung und als eine Alternative zum Nationalismus und Rassismus die unter anderem den Zweiten Weltkrieg mitverursacht hatten, in seinen Schriften darzulegen. So setzte er sich durch seine Mitgliedschaft in mehreren kirchlichen Verbänden und Gremien für eine neue christliche Erwachsenenbildung im Rahmen einer innerkirchlichen Reform als Stärkung der religiösen Mündigkeit von Laien ein sowie für aufgeklärte Gläubige, die lernen möchten, christliche Prinzipien in allen Lebensbereichen zu praktizieren. In diesem Zusammenhang war er in Angelegenheiten der Bildungspolitik von 1962 bis 1975 ständiger Berater des Schulreferenten der Deutschen Bischofskonferenz, Bischof Johannes Pohlschneider aus Aachen, und nahm dabei Einfluss auf wichtige Entscheidungen bei der Zusammenarbeit von Kirche und Staat.
Obwohl er sich als bekennender Pazifist zunächst gegen eine Mitarbeit bei der Bundeswehr gewehrt hatte, gab er schließlich seine Bedenken auf und arbeitete nebenberuflich 23 Jahre lang bis zu seiner Emeritierung im Beirat der Inneren Führung beim Bundesministerium der Verteidigung mit. In dieser Zeit war es unter anderem seiner Mitarbeit zu verdanken, dass trotz konservativ denkender Offiziere die Einführung der demokratischen und politischen Weiterbildung bei der Bundeswehr sich neben den Fachthemen ebenfalls bewährte, wobei jeder Wehrpflichtige verlangen konnte, genauso demokratisch behandelt zu werden wie die Menschen in der Schul- und Berufsausbildung und damit in seiner Stellung als Staatsbürger in Uniform bestärkt wurde. Für seine Verdienste auf diesem Gebiet wurde ihm vom damaligen Verteidigungsminister Gerhard Schröder ein hohes Amt im Ministerium angeboten, was Pöggeler zugunsten seiner weiteren Universitätslaufbahn ablehnte.
Im Bereich der Familienerziehung wies Pöggeler schon früh auf erforderliche Umstrukturierungen hin. So setzte er sich in den siebziger Jahren sowohl in der Bundestags-Enquete-Kommission Frau und Gesellschaft als auch im Landtag von Nordrhein-Westfalen für Verbesserungen, wie beispielsweise die Einführung eines staatlich geforderten Erziehungsurlaubs für Mütter oder Väter, einer Arbeitsplatzgarantie nach Beendigung der aktiven Mutterphase bei Rückkehr in den erlernten Beruf und die Einführung einer Kombination von Berufs- und Familientätigkeit ein. Zudem engagierte er sich für die Einführung von Ganztagsschulen einschließlich der Angebote für gesunde Ernährung, soziale Betreuung und Freizeittätigkeiten und die Betreuung und Begleitung von Schularbeiten durch entsprechende Lehrkräfte. In diesem Zusammenhang war er Mitbegründer und Leiter der Elternschule der Volkshochschule Duisburg und des Aachener Elternseminars, die unter anderem der Qualifizierung von Eltern in Schul- und Klassenpflegschaften, der Vorbereitung auf Ehe und Partnerschaft sowie der Weiterbildung von Großeltern und Tagesmüttern in der familiären Erziehungshilfe dienen. Auch ist hierbei das Thema Väterbildung im Rahmen der neuen Väterbewegung vermutlich erstmals durch Pöggeler in die erziehungswissenschaftliche Literatur mit eingeführt worden. Darüber hinaus engagierte er sich als Mitbegründer der Monatsschriften Leben und Erziehen und Eltern-Forum, wobei er bei ersterer lange Jahre den Wissenschaftlichen Beirat leitete.
Pöggeler fasste seinen Einsatz für die Allgemeine Pädagogik zugleich auch als politische und vergleichende Wissenschaft auf, die sich für die Interdependenz der Kulturen, den Austausch von Ideen und Werten, die Globalisierung des Lebens und eine friedliche Weltordnung sowie für eine, wie Pöggeler es bezeichnet, „Weltpädagogik“ interessiert. Mit der Erfahrung seiner zahlreichen Studienreisen engagierte er sich durch beharrliches Bemühen um die Zusammenarbeit zwischen Israel und den arabischen Staaten, im Besonderen mit Ägypten, und setzte sich dabei ferner unter anderem für ein Kooperationsprojekt Haus des Friedens beim Katharinenkloster auf der Sinai-Halbinsel zwischen israelischen, ägyptischen und deutschen Jugendlichen ein. Dabei erhielt er von dem langjährigen Direktor des Martin-Buber-Instituts für Erwachsenenbildung an der Hebräischen Universität Jerusalem, Kaiman Yaron, mit dem ihm seit 1969 eine langjährige Freundschaft verband, konstruktive Unterstützung. In diesem Zusammenhang plädierte er für einen regelmäßigen Jugendaustausch zwischen den bis 1990 bestehenden Ost- und Westblöcken.
Dazu passte wiederum sein bereits seit den sechziger Jahren einsetzendes weltweites Engagement für die Jugendherbergen, da hier ohne Rücksicht auf Religion, politische Einstellung, Rasse, Nationalität oder soziale Herkunft junge Menschen als Gäste aufgenommen werden müssen. Pöggeler hatte dabei immer wieder die pädagogische Funktion der Jugendherbergen gegen Tendenzen harter Kommerzialisierung reklamiert und während seiner Zeit als langjähriger Bundesvorsitzender des Deutschen Jugendherbergswerkes eine intensive pädagogische Aus- und Weiterbildung der hauptamtlichen Mitarbeiter durchgesetzt sowie auch eine Anpassung der Bauformen an die Kriterien der neuen Freizeiterziehung erreicht.
Daraus ergab sich sein Brückenschlag zur Freizeit- und Erlebnispädagogik, nicht nur für Jugendliche, sondern auch für Erwachsene und ganze Familien, auch in Hinblick auf immer mehr Freizeit, sei es durch die teilweise eingeführte 35-Stunden-Woche, durch häufigere und längere Arbeitslosigkeiten oder auch durch einen immer früheren Ruhestand. Dabei begriff Pöggeler Freizeitpädagogik kritisch-reflexiv und nicht naiv und bejahend und unterstützte eigene Einrichtungen der Freizeiterziehung und -bildung. Freizeitpädagogik durfte nach Pöggeler somit nicht zur Nischenpädagogik verkommen, sondern ist zeitgemäß in das allgemeine Bildungsverständnis zu integrieren.
Seit seinen Studentenjahren galt Pöggeler als unermüdlicher Autor und Herausgeber zahlreicher teils mehrbändiger Publikationen, die teilweise in mehr als 10 Sprachen übersetzt worden sind, sowie Einzelaufsätze in renommierten Fachzeitschriften. Dabei behandelte er ausführlich die verschiedenen Themenbereiche seines gesamten Forschungsspektrums, verfasste aber auch umfangreiche Analysen zu den Arbeiten und Thesen derjenigen Personen, die für seine Thematik und berufliche Entwicklung von Bedeutung waren und sind, wie beispielsweise Friedrich Wilhelm Foerster, Giovanni Bosco und Julius Streicher. Ein weiterer wichtiger Bereich seines Schaffens war die Historie der Pädagogik, dargelegt unter anderem in seinem Hauptwerk über die Geschichte der Erwachsenenbildung mit den vier Teilbereichen: Epochal-, Institutional-, Personal- und Motivgeschichte oder im Sammelband Erwachsenenbildung im Wandel der Gesellschaft – Von der Volksbildung zur éducation permanente.
Passend zu seinem Beruf war Pöggeler seit seiner Jugendzeit begeisterter Sammler von Kinder- und Jugendbüchern und vor allem von Schulbüchern sowie Lehrerportraits, aber auch Dokumenten zu Schulbauten, Zeugnissen, Beschreibungen von Schüler- und Lehrerschicksalen in der Epik und Lyrik sowie zahlreichen Bilddokumenten. Ähnlich wie bei dem Bildarchiv Foto Marburg seines früheren dortigen Lehrers Richard Hamann wollte Pöggeler seine Sammlung ebenfalls öffentlich dokumentieren, was aber bisher an finanziellen und institutionellen Zusagen scheiterte. Dagegen wurde das kleinere von ihm arrangierte Archiv für Schul- und Bildungsgeschichte mit ca. 23.000 Einzelexemplaren vornehmlich aus der Zeit seit 1700 und älter durch Vertrag mit dem Bayerischen Nationalmuseum vom 21. Dezember 1994 schließlich der Schulbuchsammlung des Bayerischen Schulmuseum in Ichenhausen übereignet und ist vermutlich die größte private historische Schulbuchsammlung Deutschlands. Damit verbunden war die Gründung einer Internationalen Gesellschaft für Schulbuchforschung e. V. Auch dieses Thema machte Pöggeler sich zu eigen und war deshalb auch an Projekten zur Untersuchung von Wirtschaft bzw. Familie in Schulbüchern beteiligt, die der Überwindung von Vorurteilen oder längst überholten Leitbildern in diesen Lebensbereichen dienten. Als Problem beschrieb er in seinen hierzu herausgegebenen Schriften oft die Versuche der Einflussnahme von Institutionen, die in neuen Schulbüchern ihre Leitbilder propagieren möchten und forderte deshalb eine unabhängige Schulbuchforschung sowie eine interdisziplinäre Arbeitsweise.

## Mitgliedschaften und Funktionen (Auswahl)
- 1953–1962: Vorstandsmitglied und Leiter des Bildungsausschusses im Verband der katholischen Lehrerschaft Deutschlands (VKLD)
- 1954: Mitbegründer und langjähriges Vorstandsmitglied der Katholischen Bundesarbeitsgemeinschaft für Erwachsenenbildung
- 1957–1969: Ehrenamtlicher Leiter der Sektion Institut für Erwachsenenbildung, Deutsches Institut für wissenschaftliche Erwachsenenbildung
- 1960–1984: Präsident der Friedrich-Wilhelm-Foerster Gesellschaft in Bonn
- 1966–1969: Direktor der Akademie für Jugendfragen in Münster
- 1966–1971: Präsident Katholische Elternschaft Deutschlands[2]
- Seit 1967: Mitglied in verschiedenen Sachverständigenkommissionen von Bundestag, Bundes- und Landesministerien
- 1968–1992: Mitglied des Beirats für Innere Führung beim Bundesministerium der Verteidigung und Sprecher der Kommission für Ausbildung
- 1969–1978: Mitglied der Kommission für Erziehung und Schule der Deutschen Bischofskonferenz
- 1969–1987: Bundesvorsitzender des Deutschen Jugendherbergswerkes sowie Member of Board der Richard-Schirrmann-Stiftung, einem Förderverein für das Jugendherbergswesen, und Vorstandsmitglied der International Youth Hostel Federation
- 1976: Richard-Schirrmann-Medaille
- 1981: Ehrenbürger der Hebräischen Universität Jerusalem
- Seit 1991: Mitglied des Beirats der Görres-Gesellschaft zur Pflege der Wissenschaften in Bonn
- Vorstandsmitglied der Sektion für Freizeitpädagogik der Deutschen Gesellschaft für Erziehungswissenschaft
- Mitgliedschaft in der Bundesvereinigung der Deutschen Arbeitgeberverbände
- Mitgliedschaft im Deutschen Gewerkschaftsbund
- Mitgliedschaft in der katholischen Arbeitnehmer-Bewegung
- Mitgliedschaft im Kolpingwerk

## Ehrungen (Auswahl)
- 1972: Ritter des Ordens vom Hl. Grabe zu Jerusalem (Rangerhöhung Offizier)
- 1973: Verdienstkreuz 1. Klasse der Bundesrepublik Deutschland[3]
- 1981: Medal of Liberty der Liberalen Partei Japans
- 1982: Ehrenmitglied der Hebräischen Universität Jerusalem
- 1985: Großes Verdienstkreuz der Bundesrepublik Deutschland
- 1986: Ehrendoktorat der Universität Leuven
- 1987: Ehrenmitglied der Andragogischen Gesellschaft Jugoslawiens
- 1987: Golden Book Certificate des Israel National Fund
- 1990: Ehrenmitglied der Korean Society for the Study of Education
- 1996: Komtur des Ordens vom Heiligen Papst Silvester[4]
- 1998: Ehrenmedaille der Karls-Universität Prag
- 2002: Comenius-Award der International ESVA-Foundation der Universität Leiden
- 2002: Ehrenmedaille der International Adult and Continuing Education Hall of Fame[5]

## Veröffentlichungen (Auswahl)
- Hölderlin und Klopstock. Philosophische Dissertation Marburg (21. März) 1949.
- Die Verwirklichung politischer Lebensformen in der Erziehungsgemeinschaft. 1954.
- Erziehung aus dem Glauben. 1955; Seelsorge-Verlag, Freiburg im Breisgau 1968.
- Die Pädagogik Friedrich Wilhelm Foersters – Eine systematische Darstellung. Herder, Freiburg 1957.
- Einführung in die Andragogik – Grundfragen der Erwachsenenbildung. Henn, Ratingen bei Düsseldorf 1957.
- Hohenrodt – Zur Entmythologisierung eines Begriffes. Buchbesprechung zu Henningsen 1958 Aus: Erwachsenenbildung Jg. 4 (1958), S. 134–136.
- Neue Häuser der Erwachsenenbildung. Henn, Ratingen bei Düsseldorf 1959.
- Der pädagogische Fortschritt und die verwaltete Schule. 1960.
- Freiheit der Bildung – Freiheit der Erwachsenen. 1960.
- mit Langenfeld, Ludwin; Welzel, Gotthard (Hg.) (1961): Im Dienste der Erwachsenenbildung. Festgabe für Rudolf Reuter zur Vollendung seines 70. Lebensjahres am 29. Juli 1961. Osnabrück: A. Fromm, S. 340
- Eltern als Erzieher – Kleine Pädagogik für Eltern (= Fromms Taschenbücher Zeitnahes Christentum. Band 22). Osnabrück 1962.
- Das Wagnis der Schule. 1962.
- Der Mensch in Mündigkeit und Reife – Eine Anthropologie der Erwachsenen. (= Schriften zur Pädagogik und Katechetik. Band 11). Schöningh, Paderborn 1964.
- Katholische Erwachsenenbildung. Ihre Geschichte in Deutschland von 1918 bis 1945. Kösel, München 1965.
- Methoden der Erwachsenenbildung. Herder, Freiburg/Basel/Wien 1964.
- Inhalte der Erwachsenenbildung. 1965.
- Konkrete Verkündigung – Methoden des pastoralen Wortdienstes. Seelsorge-Verlag, Freiburg im Breisgau 1970.
- Jugend zwischen Heimat und Welt. 1970.
- mit Otto Wien: Erwachsenenbildung im Wandel der Gesellschaft – Von der Volksbildung zur éducation permanente. Akademische Verlagsgesellschaft, Frankfurt am Main 1971, ISBN 3-400-00132-5.
- Soldaten der Demokratie – die Bundeswehr in Gesellschaft und Staat. Bernard & Graefe, Frankfurt am Main 1973, ISBN 3-7637-5118-1.
- Erwachsenenbildung. 1974.
- Pädagogische Ausbildung von Unteroffizieren – ein Modell. Bundesministerium der Verteidigung, Führungsstab der Streitkräfte, Bonn 1976.
- Menschenführung in der Bundeswehr – Ausbildung der Vorgesetzten in der Bundeswehr auf dem Gebiet der Menschenführung. Bundesministerium der Verteidigung, Führungsstab der Streitkräfte I 4, Bonn 1980.
- Politik im Schulbuch. Bundeszentrale für Politische Bildung, Bonn 1980, ISBN 3-923423-40-3.
- als Hrsg.: Handbuch der Erwachsenenbildung. Unter Mitarbeit und Beratung von Hans-Ulrich Amberg. 8 Bände. Kohlhammer, Stuttgart 1974 ff.
  - Band 1: Einführung in die Andragogik – Grundfragen der Erwachsenenbildung. 1974, ISBN 3-17-001480-3.
  - mit Albrecht Beckel und Klaus Senzky: Band 2: Management und Recht der Erwachsenenbildung. 1974, ISBN 3-17-001667-9.
  - mit Herbert Zdarzil und Richard Olechowski: Band 3: Anthropologie und Psychologie des Erwachsenen. 1976, ISBN 3-17-001755-1.
  - Band 4: Geschichte der Erwachsenenbildung. 1975, ISBN 3-17-001723-3.
  - mit Walter Leirmann: Band 5: Erwachsenenbildung in fünf Kontinent. 1979, ISBN 3-17-001666-0.
  - mit Philipp Eggers und Franz Steinbacher: Band 6: Soziologie der Erwachsenenbildung. 1977.
  - mit Hans-Dietrich Raapke, Wolfgang Schulenberg: Band 7: Didaktik der Erwachsenenbildung. 1985, ISBN 3-17-004533-4.
  - mit Bernt Wolterhoff: Band 8: Neue Theorien der Erwachsenenbildung. 1981, ISBN 3-17-005413-9.
- Jugendtourismus zwischen Erziehung und Kommerz. Dt. Jugendherbergswerk, Detmold 1986.
- Jugend ohne Zukunft – Zukunft ohne Jugend? – Pädagogische und bildungspolitische Konsequenzen der Bevölkerungsentwicklung. Institut für Erlebnispädagogik, Lüneburg 1988, ISBN 3-929058-31-6.
- Zur Interdependenz von Religion und Erziehung – ein Problem der Erziehungswissenschaft. In: Rainer Lachmann, Horst F. Rupp (Hrsg.): Lebensweg und religiöse Erziehung. Religionspädagogik als Autobiographie. Band 1, Deutscher Studien Verlag, Weinheim 1989, ISBN 3-89271-173-9, S. 265–288.
- Freizeit – Alter – Lebenszeit. Deutsche Gesellschaft für Freizeit, Erkrath 1989.
- Erziehung für die eine Welt – Plädoyer für eine pragmatische Friedenspädagogik. Lang, Frankfurt am Main / Bern / New York / Paris 1990, ISBN 3-631-41941-4.
- Der Lehrer Julius Streicher: zur Personalgeschichte des Nationalsozialismus. Lang, Frankfurt am Main / Bern / New York / Paris 1991, ISBN 3-631-41752-7.
- Bildungsunion im vereinten Deutschland – Perspektiven einer grundlegenden Reform. Lang, Frankfurt am Main / Bern / New York / Paris 1992, ISBN 3-631-44368-4.
- Bild und Bildung – Beiträge zur Grundlegung einer pädagogischen Ikonologie und Ikonographie. Lang, Frankfurt am Main / Bern / New York / Paris 1992, ISBN 3-631-43694-7.
- Macht und Ohnmacht der Pädagogik, 1945 bis 1993 – im Spannungsfeld zwischen Erziehung, Politik und Gesellschaft. ein Erfahrungsbericht. Olzog, München 1993, ISBN 3-7892-8660-5.
- Erwachsenenbildung als Brücke zu einem größeren Europa. Lang, Frankfurt am Main / Bern / New York / Paris 1996, ISBN 3-631-49342-8.
- Aufgewachsen in zwei Reichen – Kindheit und Jugend 1926 bis 1945. Lang, Frankfurt am Main / Bern / New York / Paris 2009, ISBN 978-3-631-58597-9.